# Disparition de Charlene Downes
L'affaire des viols collectifs de Blackpool ou disparition de Charlene Downes désigne un ensemble de crimes sexuels commis par un gang pakistanais dans la ville de Blackpool, une ville côtière du nord-ouest de l'Angleterre. L'affaire a débuté avec la disparition de Charlene Downes (née vers 1989) le 1er novembre 2003. Elle était alors âgée de 14 ans. Charlene a été vue pour la dernière fois dans un secteur du centre-ville où se situent des restaurants de restauration rapide. La police qui enquête sur sa disparition pense qu'elle a été assassinée dans les heures qui ont suivi sa dernière apparition sur des caméras de surveillance.
Deux hommes appartenant au gang local ont été jugés en mai 2007, l'un pour le meurtre de Downes et l'autre pour avoir aidé à se débarrasser de son corps, mais le jury ne rendit pas de verdict à cause d'un vice de procédure . Sur les enregistrements de la police, les accusés plaisantent en disant que Charlene Downes a été « découpée » et son corps a été servi en « kebabs ». Un nouveau procès est prévu, mais en avril 2008, les accusés sont libérés en raison de préoccupations au sujet des preuves compilées par le Lancashire Constabulary (la police territoriale) et sont indemnisés. Une enquêtrice est reconnue coupable d'inconduite supposément en rapport avec la mise en cause des preuves et est priée de démissionner puis la décision est annulée.
Les procès ont notamment mis en lumière ce que Julie Bindel a décrit dans The Guardian comme étant une « forme endémique d'exploitation sexuelle et de prostitution des enfants » dans la ville. La police croit que, pendant une longue période avant sa disparition, Downes avait été victime d'abus sexuels commis par un ou plusieurs hommes,. La police a interrogé 3 000 personnes et a découvert que Charlene Downes et d'autres filles de la région avaient été exploitées sexuellement en échange de nourriture, de cigarettes ou de marques d'affection. La police pense que 60 filles de la région ont été victimes de ces réseaux.
Le 1er août 2017, un homme de 51 ans a été arrêté, soupçonné d'avoir assassiné Downes, et libéré deux jours plus tard,.
En 2014, une récompense de 100 000 livres sterling est offerte par la Police pour quiconque aurait des informations conduisant à la condamnation du ou des assassins ou à la récupération du corps de Charlene Downes,,.
Comme pour d'autres affaires similaires, la police, les médias et les services sociaux ont été accusés d'inaction par crainte d'être accusés de racisme.

## Contexte
Depuis le début des années 1980 jusqu'au début des années 2010, dans des villes d'Angleterre, plus de 4 000 enfants ont été abusés sexuellement, parfois torturés, parfois prostitués, par des bandes criminelles organisées ou des groupes informels d'hommes,. En 2011, une première série d'agressions sexuelles est rendue publique par la presse. Des enquêtes, conduites par des associations caritatives, puis le gouvernement britannique, ont permis d'éclaircir les faits, soulignant notamment l'incurie des services sociaux et de la police locale, et demandant de prendre des mesures appropriées pour assurer la protection des enfants,. Dans certains cas, l'exploitation de mineurs durait depuis plus de 15 ans. L'appartenance ethnique et les origines culturelles des victimes, et, surtout, celles des criminels, ont focalisé l'attention des médias et de l'opinion publique dans tout le pays,,.

### Contexte à Blackpool
Selon Sue McGurty, coordonnatrice de l'association Mothers of Sexually Abused Children (Mosac), il y a toujours eu des niveaux choquants d'abus sexuels d'enfants dans la ville de Blackpool mais avant que Charlene Downes ne disparaisse, c'était complètement caché sous le tapis. Le nombre d'enfants inscrits au registre de la protection de l'enfance de Blackpool est de 16 %, soit près du double de la moyenne nationale au Royaume-Uni. Environ 800 pédophiles condamnés à « risque élevé » vivent à Blackpool dont beaucoup auraient choisi de s'y installer après leur sortie de prison.

## Charlene Downes

### Enfance
Downes vivait à Buchanan Street, à Blackpool, avec ses parents - Karen et Robert Downes, un ancien soldat - son frère et ses deux sœurs,. La famille avait déménagé des Midlands de l'Ouest à Blackpool en 1999. Downes avait fréquenté la St George's School de Blackpool. Elle a été décrite au tribunal comme une enfant « qui allait bien et heureuse », mais elle avait connu un style de vie « chaotique » après avoir été exclue de l'école pour absentéisme scolaire. Selon sa mère le comportement de Charlene a changé à 13 ans, « elle a commencé à dérailler » sans qu'elle sache pourquoi. Après son exclusion de l'école, elle passait son temps à traîner dans les magasins sur la promenade de Blackpool,.

### Disparition

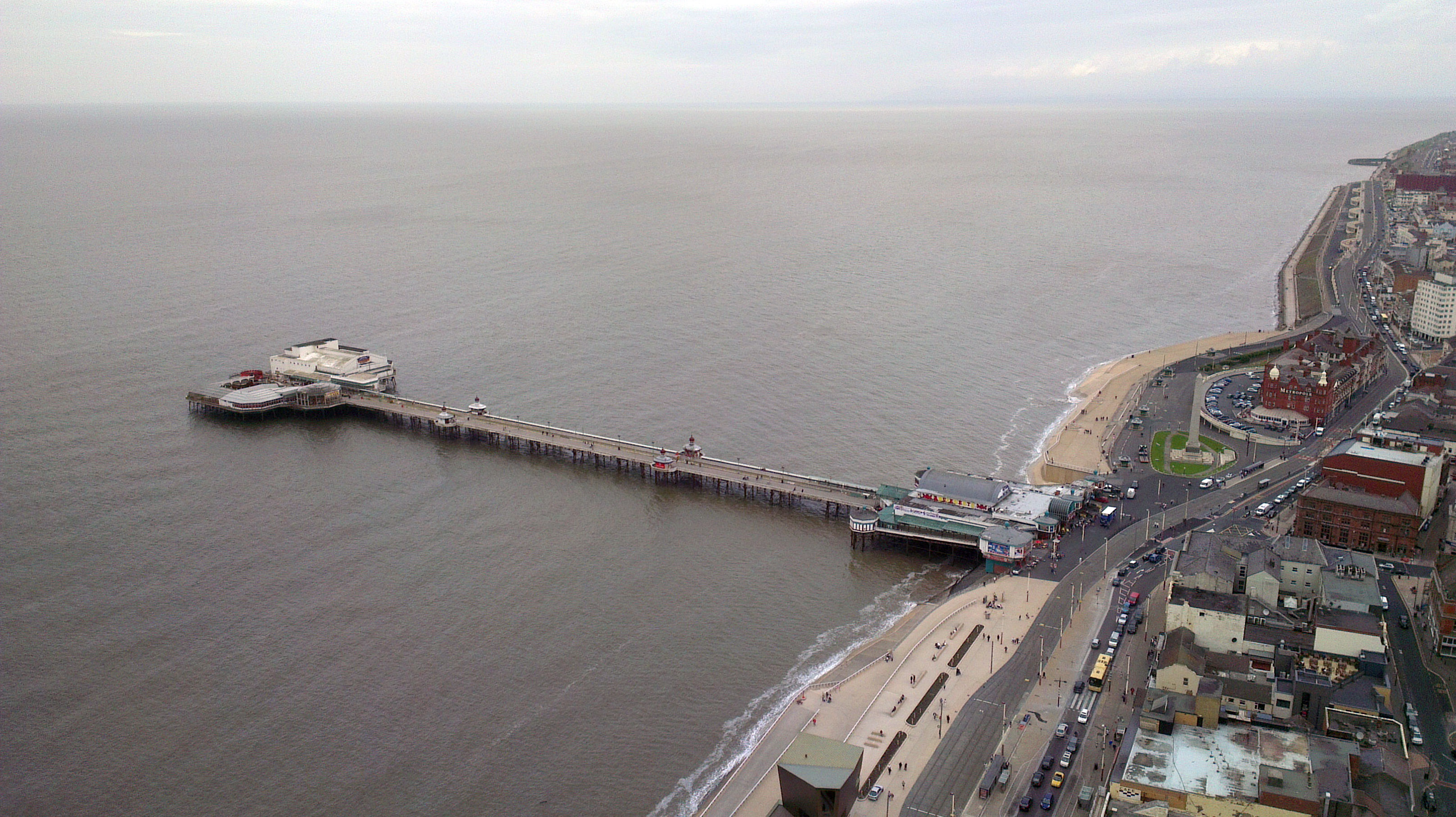
La jetée nord de Blackpool, où Downes a été vue le soir de sa disparition.

Le 1er novembre 2003 vers 15h35, Charlene est vue sur les images de vidéo surveillance traversant la route dans le centre-ville. La mère de Charlene, Karen Downes, s'est entretenue pour la dernière fois avec elle en début de soirée dans le centre-ville. Charlene portait un jean noir avec un motif d'aigle royal sur le devant, un pull noir avec un motif en diamant blanc et des bottes noires. La police dit qu'elle portait peut-être aussi un cardigan blanc ou un haut à capuche.
Karen était dans Church Street en train de distribuer des prospectus pour un restaurant indien quand elle a vu Charlene et une de ses autres filles, Rebecca, vers 18 h 45. Elles ont parlé brièvement toutes les trois. Rebecca a dit qu'elle rentrait chez elle ; Charlene a dit qu'elle allait rencontrer des amies qu'elle a appelés d'une cabine téléphonique locale, puis elle les a attendus avec sa mère jusqu'à ce qu'elles arrivent vers 19 h 15. Karen a vu les filles marcher ensemble vers les jardins d'hiver de Blackpool (en). C'est la dernière fois qu'elle a vu sa fille.
Les amis ont passé un peu de temps ensemble et Charlene a ensuite rencontré un autre ami vers 21 h 30 et a visité le Carousel Bar sur la jetée nord,. Des images d'une jeune fille, qui serait Charlene, ont été prises par des caméras de surveillance à 21 h à la jonction de Dickson Road et Talbot Road (une artère principale qui mène de la jetée nord au centre-ville). Elle est aperçue à 21h03 en compagnie d'une femme dans la trentaine aux cheveux blond foncé, portant une veste noire trois quarts, non identifiée à ce jour à l'extérieur d'un bar,. Selon l'amie de Downes, elle et Downes ont quitté le Carousel Bar et sont rentrées au centre-ville vers 22 heures. Son amie l'a vue pour la dernière fois vers 23 h près de la jonction entre Talbot Road et Abingdon Street,.
Le 2 novembre, la famille de Charlene signale sa disparition constatant qu'elle n'est pas rentrée chez elle.
En 2016, une équipe d'enquêteurs découvre, en réexaminant l'enquête, des images de vidéosurveillance non exploitées de Charlene marchant avec sa sœur Rebecca le jour où elle a disparu. Pour la mère de Charlene, Karen Downes, « C'est incroyable qu'ils aient eu ces images toutes ces années et ne les aient jamais utilisées », elle jure alors de poursuivre la police.

### Exploitation sexuelle d'enfants à Blackpool
Selon un rapport interne de police, Downes était victime de prostitution infantile ainsi que 60 jeunes autres filles blanches de Blackpool. Certaines des victimes n'avaient pas plus de 11 ans. Les enfants étaient forcés par des hommes non blancs à commettre des actes sexuels. Les fillettes recevaient de la nourriture et des cigarettes par les employés de fast-food en échange d'actes sexuels. Charlene recevait une portion de frites en échange d'une fellation. Certains éléments indiquent qu'un nombre disproportionné d'hommes issus de communautés immigrées  sont impliqués dans les abus à l'égard des filles.
Comme dans d'autres affaires d'abus sexuels de mineurs par des gangs, le scénario courant est celui d'une jeune mineure qui se lie d'amitié avec un homme beaucoup plus âgé, lequel lui offre de petits cadeaux et lui accorde beaucoup d'attention et d'affection avant de l'agresser sexuellement.

### Procès pour meurtre
À la suite de la divulgation d'une information selon laquelle Charlene Downes avait été tuée et découpée en morceaux, la police a ouvert une enquête pour meurtre. Plusieurs arrestations ont alors lieu dans le cadre de cette affaire. Deux hommes sont jugés en mai 2007. Les suspects sont Iyad Albattikhi, un homme d'origine jordanienne de 29 ans et propriétaire d'un Kebab nommé « Funny Boyz » à Blackpool, jugé pour le meurtre de Charlene Downes et Mohammed Reveshi, un associé d'Albattikhi d'origine iranienne, accusé de s'être débarrassé du corps de l'enfant. Selon l'accusation, Albattikhi aurait eu des rapports sexuels avec Downes,. Selon le procureur, Tim Holroyde, les accusés avaient été entendus par un témoin « parlant d'avoir des rapports sexuels avec des filles blanches, et ils avaient mentionné nommément Charlene » [...] « Albattikhi avait ri et dit qu'[Charlene] était très petite ». Ce qui constitue selon The Telegraph la preuve la plus évidente qu'il mentait à la police quand il a dit ne pas la connaître. Selon M. Holroyde, Albattikhi et les autres présents ont également dit en riant « que [le cadavre de] Charlene avait servi à préparer des kebabs »,. Un autre témoin, David Cassidy, a expliqué à la cour qu'en 2004, Albattikhi avait eu un différend avec son frère, Tariq, qui lui avait alors rapporté qu'il savait ce qui était arrivé à Charlene : « elle avait été tuée et découpée et il y avait eu beaucoup de sang ».
Le jury n'est pas parvenu à un verdict au cours du procès en 2007. Un nouveau procès a été ordonné et était prévu pour avril 2008. Le travail de la détective Jan Beasant qui était chargée d'enquêter sur le meurtre de Charlene Downes a été l'objet de « doutes sérieux ». Beasant avait pour tâche, au sein de la police, de retranscrire des conversations secrètement enregistrées entre M. Ilbattikhi et un autre homme. La qualité des enregistrements a été critiquée lors du procès par les avocats de la défense et a été qualifiée de médiocre. Selon les avocats, la qualité ne permettait de n'avoir qu'une faible confiance dans l'exactitude des transcriptions. Les enregistrements se sont révélés défectueux à cause de leur mauvaise manipulation. Ces graves erreurs relevées, le ministère public n'a pu présenter aucune preuve et les hommes ont été libérés,,. Le second procès prévu en 2008 a été annulé en raison du manque de preuves et des erreurs de la police scientifique. Les deux accusés ont alors été formellement blanchis. À la suite de cela, les deux hommes ont reçu une indemnité d'environ 250 000 £ chacun pour l'arrestation « injustifiée » dont ils avaient fait l'objet. En 2011, Albattikhi a été condamné pour coups et blessures sur la tête d'une jeune femme de 18 ans.

### Disculpation de Jan Beasant
En décembre 2011, après un rapport critique de la Commission indépendante d'examen des plaintes concernant la police (IPCC), l'un des détectives impliqués, le sergent de police Jan Beasant, a été reconnu coupable d'inconduite de la part de la police du Lancashire et a été prié de démissionner. Les accusations contre Jan Beasant étaient probablement centrées sur la collecte des preuves, mais la police n'a jamais confirmé. En 2012, la décision a été annulée par le tribunal d'arbitrage de la police. L'ancienne sergent-détective Jan Beasant a finalement été blanchie en 2012 de tout acte répréhensible pendant l'enquête sur la disparition de l'écolière de Blackpool. À ce sujet, Jim Halstead, l'ancien représentant de la Fédération de police (Fédération policière d'Angleterre et du Pays de Galles), a déclaré : « Elle devait être le bouc émissaire et l'enquête a été menée en ce sens ». En 2014, l'avocat de Beasant a déclaré qu'il comptait attaquer la police et demander des réparations financières à hauteur de 500 000 £, ses transcriptions étant entièrement exactes. Selon Jim Halstead, au cours des entrevues, « nous avons souligné à maintes reprises des pistes d'enquête claires qui appuyaient la version des événements du sergent Beasant ».

### Nouvelle arrestation en 2017
Le 1er août 2017, la police a arrêté un homme de 51 ans à Preston, qui vivait à Blackpool au moment de la disparition de Downes. Cet individu, soupçonné d'avoir assassinée la jeune fille, a été libéré deux jours plus tard,,.
En 2017, les policiers de Lancashire ont recueilli plus de 4 800 déclarations de témoins et suivi 10 500 pistes d'enquête, mais l'affaire n'est toujours pas résolue.

### Autres événements en relation
En avril 2008, une semaine après l'échec de la tentative de nouveau procès, Karen Downes poignarde son mari lors d'une dispute. Les blessures sont mineures et le mari refuse de porter plainte, disant que c'était la conséquence de la disparition de Charlene et qu'elle était furieuse d'inquiétude et de frustration. En mars 2009, Emma, une des sœurs de Charlene Downes, plaide non coupable de violences racistes graves contre le frère de l'homme qui avait été accusé du meurtre de Charlene. Elle soutient que son agression contre le frère de l'homme n'a jamais été motivée par des motifs raciaux ; le premier jour de son procès, la poursuite a accepté son plaidoyer de voies de fait simples, une infraction moins grave. Elle est condamnée à des heures de travail d'intérêt général. En 2012, le jeune frère de Downes admet devant le tribunal avoir frappé Mohammed Reveshi qui avait été accusé de s'être débarrassé du corps de Charlene. Il reçoit une amende et un sursis.

## Traitement médiatique de l'affaire

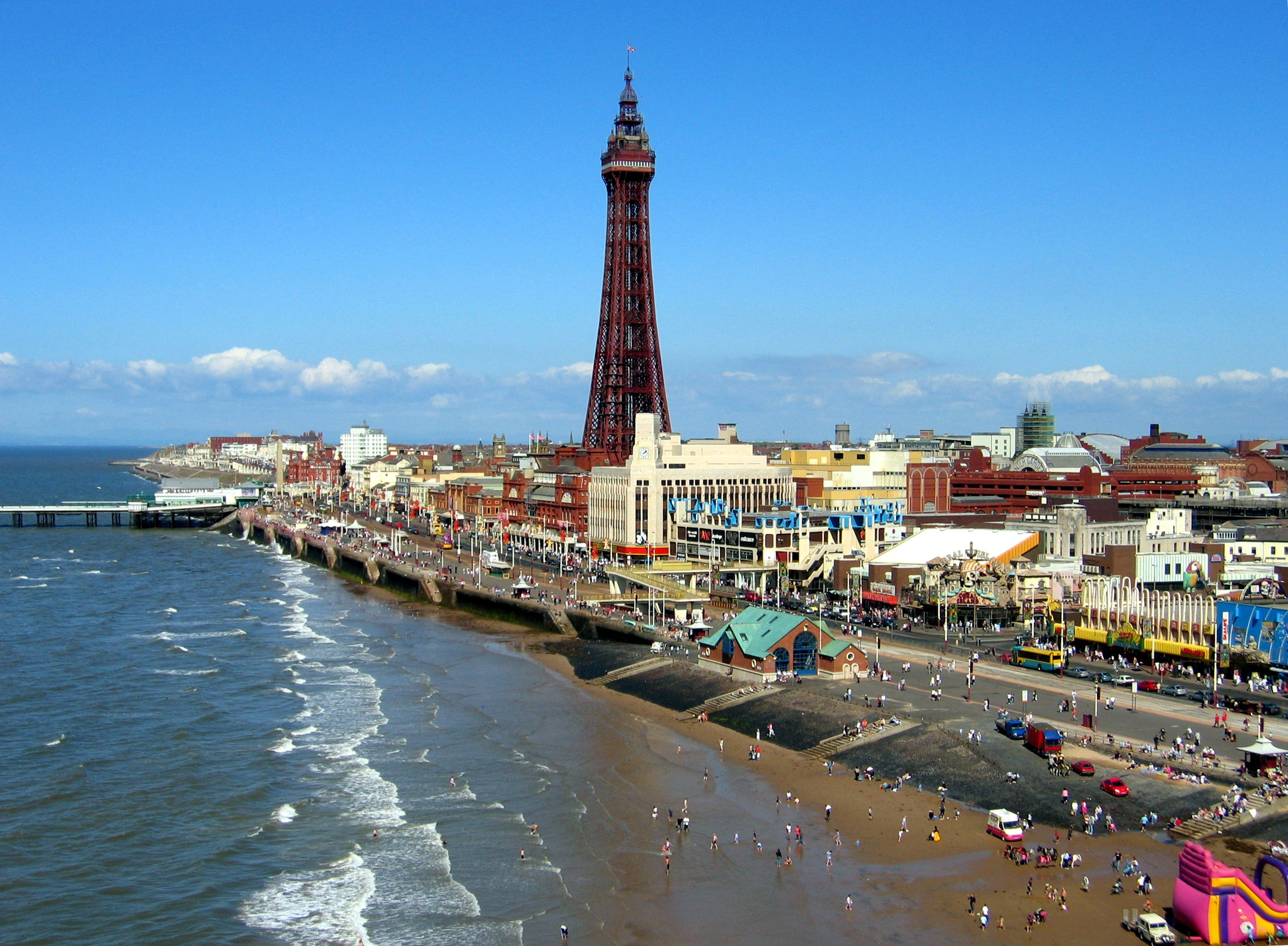
Tour de Blackpool sur la promenade centrale

Le procès a attiré l'attention du public sur ce que Julie Bindel a qualifié d'« abus sexuel endémique » à Blackpool,,. Selon un rapport de police, les employés de 11 magasins de restaurant de restauration rapide du centre-ville exploitaient sexuellement des dizaines de filles blanches mineures de 13-15 ans, leur donnant cigarettes, nourriture et alcool en échange de faveurs sexuelles. Mick Gradwell, un ancien surintendant détective du Lancashire Constabulary, a déclaré que l'enquête de la police sur le viols d'enfants à Blackpool, Blackburn et Burnley, avait été « entravée par le politiquement correct », selon le Daily Telegraph, car les filles étaient blanches et les auteurs non blancs.
En juillet 2013, le journaliste Sean Thomas a noté dans le The Daily Telegraph que l'article Wikipédia anglais consacré à Charlene Downes avait été supprimé en juin 2007. Selon lui, cette suppression pourrait indiquer un parti-pris éditorial concernant les meurtres par des personnes d'origine immigrée de victimes blanches, qui recevraient moins de couverture médiatique que des meurtres similaires de victimes noires et issues de minorités ethniques.
La disparition de Downes a fait l'objet d'une émission de BBC One Panorama - « The Girl Who Vanished » (La fille qui disparut), le 10 novembre 2014. En décembre 2014, BBC Crimewatch a reconstitué la dernière observation de Charlene Downes et la police a offert une récompense de 100 000 £ pour des informations conduisant à la condamnation du ou des tueurs ou à la découverte du corps.
En mai 2017, Julie Bindel revient sur les différentes affaires de viols collectifs au Royaume Uni pour The Independent. « Les travailleurs sociaux, les policiers et certains rédacteurs en chef de journaux ont refusé d'accepter l'ampleur des abus que moi et d'autres militants y compris les mères de certaines des victimes avions découverts ». Elle raconte que malgré la qualité du matériel collecté, il a fallu de nombreuses années avant que son premier article sur le sujet soit publié parce que les journaux craignaient d'être accusés de racisme. En effet, un grand nombre des membres des gangs de proxénètes pédophiles étaient d'origine pakistanaise. « Plusieurs rédacteurs en chef m'ont dit que c'était « trop délicat » parce que les hommes faisant l'objet d'une enquête policière étaient des demandeurs d'asile illégaux ». Selon Julie Bindel, l'origine ethnique des hommes n'est cependant pas pertinente car ces hommes dirigent des entreprises et les filles étaient le produit. « La police et les services sociaux ne voulaient pas agir, malgré le fait que les parents des victimes avaient recueilli des renseignements très importants, notamment les numéros de téléphone des proxénètes et des clients trouvés sur les téléphones de leurs filles, et les plaques d'immatriculation des voitures de luxe conduites par les proxénètes et leurs complices ».